# Ралюченко, Сергей Петрович
Серге́й Петро́вич Ралюче́нко (укр. Сергій Петрович Ралюченко; 13 ноября 1962, Киев — 9 декабря 2024) — советский и украинский футболист, украинский футбольный тренер. Мастер спорта СССР (1988).

## Биография
Начал заниматься футболом в Киеве под руководством известных в прошлом игроков, ставших тренерами Владимира Онищенко и Виктора Кащея.
Окончил Кировоградский педагогический институт.
Играл в клубах СКА (Киев), «Шахтёр» (Донецк), «Металлист» (Харьков), «Сталь» (Мелец), «Торпедо» (Запорожье), «Темп» (Шепетовка), «Скала» (Стрый), «Ворскла» (Полтава), «Нефтяник» (Ахтырка), «Звезда» (Кировоград).
Осенью 1988 год в составе «Металлиста» сыграл без замен во всех четырёх матчах в розыгрыше Кубка обладателей кубков.
С ноября 1998 после завершения карьеры игрока перешёл на тренерскую работу в «Металлисте»: сначала тренером «Металлиста-2», затем, с июля 2005 года, главным тренером дубля, завоевав с ним «серебро» (2006) и «бронзу» (2008). В июле 2009 года Ралюченко был приглашён в тренерский штаб первого состава. Работал в селекционном отделе ФК «Металлист».
Умер 9 декабря 2024 года в возрасте 62 лет.

## Достижения
- Финалист Кубка сезона 1989 года.

## Семья
Сын — Андрей Ралюченко — также стал футболистом